# Kenesaw
Kenesaw – wieś w Stanach Zjednoczonych, w stanie Nebraska, w hrabstwie Adams.